# Gazzada Schianno
Gazzada Schianno (La Gagiàva e S'ciàn in dialetto varesotto) è un comune italiano di 4 622 abitanti della provincia di Varese in Lombardia, sorto nel 1927 dall'unione dei due precedenti comuni autonomi di Gazzada e Schianno. È costituito dalla seguenti località e frazioni: Gazzada, Schianno, Campagnola, Vigano, C.na Lucchi, Piana di Luco, La Campagnola, Viganò e Roccolo.

## Storia
Gazzada era parte del feudo della Val Bossa, i cui signori erano i Bossi, nel quale rimase possesso fino all'abolizione dei diritti feudali. Dal 1809 al 1816 a Gazzada fu aggregato il soppresso comune di Buguggiate, poi tornato autonomo con il Regno Lombardo-Veneto.
Schianno, citato per la prima volta in un documento dell’852 proveniente dal Monastero di Sant’Ambrogio di Milano, era compreso nel feudo della Fraccia superiore di Varese prima dei Girami (1538), poi dei Visconti (1538), feudo donato nel 1647 ai Visconti Borromeo ed infine ereditato nel 1750 dai Visconti Borromeo Arese. Dal 1809 al 1816 fu aggregato all'allora comune di Bizzozero, tornando in seguito autonomo.
Il comune unificato fu istituito l'8 giugno 1927, previa entrata in vigore del decreto di soppressione dei precedenti comuni e la loro aggregazione nel nuovo ente amministrativo.

### Simboli
Lo stemma comunale (inquartato d'oro e d'azzurro, al leone di rosso attraversante) è stato disegnato dall'architetto Fausto Bagatti Valsecchi, che lo declinò in un ancile dall'elegante cornice barocca, e presentato nel 1913 in occasione dell'inaugurazione dell'ex edificio scolastico e municipale dell'allora comune di Gazzada.
Per oltre un secolo esso (insieme al gonfalone di colore rosso) non venne mai sottoposto ad approvazione formale, che venne finalmente concessa il 29 agosto 2014 con decreto del Presidente della Repubblica: nell'occasione la forma venne modificata in scudo sannitico e all'esterno vennero aggiunti gli ornamenti da Comune.
(D.P.R. 29.08.2014)
Il gonfalone è un drappo di rosso.

## Monumenti e luoghi d'interesse

### Architetture religiose
- Chiesa di Santa Croce (patrono di Gazzada)
- Chiesa di San Giorgio Martire (patrono di Schianno)
- Chiesa di Santa Maria Assunta e Immacolata (Gazzada)
- Chiesa di Santa Maria Assunta (Schianno)
- Chiesa dei Santi Cosma e Damiano (Schianno), dotata di una possente torre campanaria[14]

A ricordo della chiesa di San Martino, antica parrocchiale, sorge una stele in un campo di Schianno, all'altezza di via Matteotti 35, a metà strada tra i due paesi.
Esisteva in Gazzada anche la Chiesa di San Bernardino, ormai distrutta, nella zona dell'attuale omonima piazza San Bernardino.

### Architetture civili

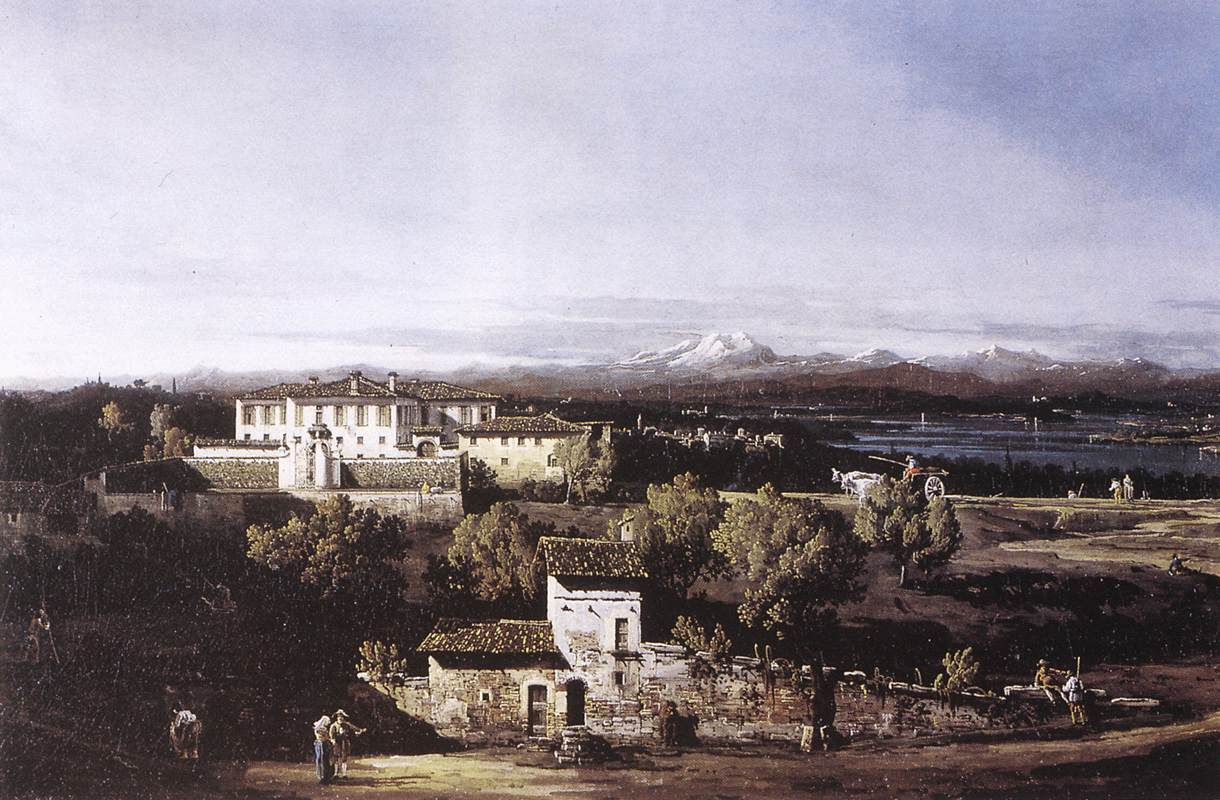
Veduta di Villa Cagnola in Gazzada di Bernardo Bellotto 1744 ca., Milano Pinacoteca di Brera

#### Villa Cagnola
Collocata in posizione panoramica sul Lago di Varese, Villa Cagnola (già Perabò) è un complesso monumentale del secolo XVII. La villa è sicuramente conclusa nel 1745, anno in cui è documentata una visita da parte dell'arcivescovo di Milano Giuseppe Pozzobonelli a Gabrio Fratelli Perabò, allora proprietario della dimora.
 Una riproduzione Settecentesca del lato ovest della villa è rappresentata da un dipinto realizzato da Bernardo Bellotto e conservato presso la Pinacoteca di Brera. Dai Perabò, la villa passò dapprima ai Melzi d'Eril e, in seguito, a Carlo Cagnola, committente di importanti lavori di ristrutturazione intercorsi sul finire dell'Ottocento. Nel 1946 il figlio di Carlo, Guido, donò la villa alla Santa Sede, che vi stabilì l'Istituto Superiore di Studi Religiosi, un centro convegni ed un ristorante.
La villa si presenta con un impianto sostanzialmente a "U" aperta verso est. Nel braccio meridionale, aggiunto nel corso del XIX secolo, si apre un porticato caratterizzato dalla presenza di colonne binate. La facciata occidentale si affaccia su una terrazza panoramica che ospita un giardino formale.
Gli interni della villa monumentale, dotati di uno scalone Settecentesco e di gallerie risalenti al secolo successivo, ospita la Collezione Cagnola. La raccolta è costituita da dipinti di maestri dal XIII al XIX secolo, arazzi, sculture, placchette di bronzo, mobili, maioliche e porcellane, oltre a una preziosa collezione di ceramiche orientali. 
A far da cornice, un vasto parco collinare dove è possibile ammirare alberi quali cedri del Libano, cedri dell'Himalaya, cedro d'Atlante, Liriodendron Tulipifera, magnolie e rovere secolari, platani, faggi rossi, sequoie.

#### Altro
- Villa De Strens, ora adibita a sede comunale, edificata a inizio XX secolo in stile Liberty dal marchese Emilio De Strens[24].

## Società

### Evoluzione demografica
- 350 nel 1751
- 431 nel 1805
- 680, dopo annessione di Buguggiate nel 1809
- annessione a Bizzozero nel 1812
- 668 nel 1853
- 678 nel 1861
- 702 nel 1881
- 780 nel 1901
- 1 137 nel 1921
- 1927, aggregazione di Gazzada e Schianno
- 4 644 nel 2011

Abitanti censiti

## Amministrazione

### Gemellaggi
- Seckach (settembre 2005)

## Sport
Dall'estate 2006 ha sede il Basketball Club 7 Laghi.
Associazioni sportive attive:
- A.S.D. Polisportiva Educativa Gasch
- A.S.D. Gruppo podistico Gazzada Schianno
- Club Alpino Italiano, Sezione di Gazzada Schianno
- Insubria Calcio A.S.D.
- Motoclub Schianno A.S.D.
- Società Pesca Dilettantistica S.P.D.